# Deutsche Feldbahnen auf Guernsey
| Deutsche Feldbahnen auf Guernsey                                              | Deutsche Feldbahnen auf Guernsey |
| ----------------------------------------------------------------------------- | -------------------------------- |
| Von Henschel gebaute 900-mm-Dampflok in St. Sampson                           |                                  |
| Die von den deutschen Streitkräften errichteten Schmalspurbahnen auf Guernsey |                                  |
| Streckenlänge:                                                                | 32 km                            |
| Spurweite:                                                                    | 900 und 600 mm                   |
|                                                                               |                                  |

Die Deutschen Feldbahnen auf Guernsey waren zwei von den deutschen Streitkräften verlegte, insgesamt 32 km lange militärische  Feldbahnen mit Spurweiten von 900 und 600 mm entlang der nördlichen Ost- und der Nordwestküste von Guernsey, die vom  30. Juni 1940 bis zum 9. Mai 1945 betrieben wurden.

## Geschichte
Vor dem Zweiten Weltkrieg gab es auf Guernsey keine Eisenbahn. Die Insel verfügte früher einmal über eine Straßenbahn, die von St. Sampson nach St. Peter Port führte, aber deren Betrieb wurde am 9. Juni 1934 eingestellt. Während der Besetzung der Kanalinseln durch die deutsche Wehrmacht vom 30. Juni 1940 bis zum 9. Mai 1945 betrieben die Deutschen Streitkräfte eine Feldbahn auf Guernsey. Diese Bahn, die von Zwangsarbeitern gebaut worden war, diente hauptsächlich dem Transport von Material, das für den Bau der sehr starken Befestigungsanlagen an den Küsten der Insel benötigt wurde. 
Die Hauptstrecke hatte eine Spurweite von 900 mm (etwa 3 Fuß), und es gab kleinere Nebenstrecken mit einer Spurweite von 600 mm (etwa 2 Fuß), die Steinbrüche und unterirdische Munitionslager versorgten. Der Hafen von Saint Peter Port war der Hauptendpunkt, und jeder Kai hatte ein eigenes Gleis. Vom Hafen aus führte eine zweigleisige Strecke ein kurzes Stück nach Norden, dann verlief eine eingleisige Strecke in nördlicher Richtung entlang der Küste nach Saint Sampson. 
An der Strecke gab es Anschlussgleise für das von den Deutschen gebaute Kraftwerk und das Gaswerk. Die Strecke bediente den Hafen von Saint Sampson und das Hauptstromkraftwerk. Von Saint Sampson aus verlief die Strecke ins Landesinnere, bis sie die Westküste bei Grand Havre erreichte, wo sich die Reparaturschuppen befanden. Eine Schmalspurbahn führte nach Norden, und die Hauptbahn setzte sich entlang der Westküste bis L'Eree fort, mit einer kurzen Verlängerung entlang der Rocquaine-Bucht. Die Länge der Bahnstrecke betrug etwa 20 Meilen (32 km), wovon die Hälfte auf Straßen verlegt war. 
Auf der gesamten Länge der Bahn gab es keine Signale, sondern nur gelegentliche Überholstellen. Die Weichen wurden vom Zugpersonal von Hand gestellt. Die deutschen Kriegsgefangenen haben die Feldbahn schließlich demontiert, da sie nicht mehr gebraucht wurde und die Landbesitzer ihr Land zurückgewinnen wollen. 
Insgesamt gab es 18 bis 20 Lokomotiven, davon 6 Dieselloks, die auf der Schmalspurbahn verkehrten. Die übrigen waren zweiachsige Tenderlokomotiven der Bauart B n2t. Einige der Lokomotiven wurden in Deutschland von Herstellern wie Henschel & Sohn in Kassel, Krupp in Essen und wahrscheinlich von Borsig in Berlin gebaut. Die anderen Lokomotiven wurden aus Frankreich importiert. Einige dieser Lokomotiven waren vor ihrer Verschiffung nach Guernsey im August 1941 auf der Maginot-Linie vor der Eroberung Frankreichs eingesetzt worden. In der Nachkriegszeit standen nur noch zwei B-Lokomotiven auf dem Abstellgleis in St. Sampson. Der Rest der Lokomotiven wurde von den Deutschen auf das europäische Festland verschifft.
Es gab etwa 80 Wagen, von denen die meisten in der Nachkriegszeit noch auf dem Abstellgleis in Saint Sampson standen. Das Foto zeigt eine der Lokomotiven, die im September 1946 noch auf einem Abstellgleis in Saint Sampson stand. Sie wurde 1909 von Henschel & Sohn in Kassel gebaut und war im Besitz der Firma Müller & Co in Essen, bevor sie nach Guernsey verfrachtet wurde, wo sie auf einer Spurweite von 900 mm eingesetzt wurde. Der Durchmesser der gekuppelten Räder betrug 800 mm. Die Kohle wurde in den Kohleschütten vor dem Führerhaus transportiert.